# Timolol
Timolol is een geneesmiddel dat behoort tot de groep van niet-selectieve bètablokkers. Het wordt vooral gebruikt in oogdruppels of ooggel voor de behandeling van aandoeningen waarbij een verhoogde druk in het oog voorkomt, zoals glaucoom; het verlaagt de druk in het oog. Het is sinds 1974 internationaal verkrijgbaar. Merknamen zijn onder andere Nyogel en Timoptol en er zijn ondertussen ook talrijke generieke geneesmiddelen beschikbaar.
Timolol is ook beschikbaar in tabletvorm, met de merknaam Blocadren. Deze wordt voorgeschreven voor de behandeling van hoge bloeddruk en stabiele angina pectoris.
Geneesmiddelen bevatten timolol in de vorm van het zout timololmaleaat.
De stof is opgenomen in de lijst van essentiële geneesmiddelen van de WHO.